# Warrens Sechskiemer-Sägehai
Warrens Sechskiemer-Sägehai (Pliotrema warreni) ist eine Haiart aus der Familie der Sägehaie (Pristiophoridae), die an der Küste des südlichen und südöstlichen Afrika, von Südafrika bis zum südlichen Mosambik in Tiefen von 25 bis 430 Metern vorkommt.

## Merkmale

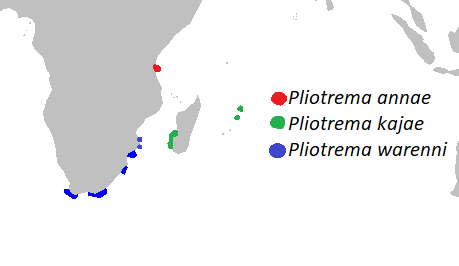
Fundorte der drei Sechskiemer-Sägehaiarten

Warrens Sechskiemer-Sägehai kann eine Maximallänge von 136 cm erreichen, möglicherweise wird die Art sogar 170 cm lang. Männchen bleiben kleiner als die Weibchen. Der Körper ist lang-zylindrisch und schlank gebaut. Der Kopf ist vor den Kiemenspalten abgeflacht und besitzt eine stark verlängerte und abgeflachte Schnauze mit dem für die Sägehaie typischen sägeartigen Rostrum. Das Rostrum besitzt ein ausgeprägtes Paar Barteln vor den Nasenlöchern, am Seitenrand der „Säge“ dicht zusammenstehende, in Reihen angeordnete gesägte Zähne, sowie mehr oder weniger große Stacheln auf der Unterseite. Unterhalb der seitlich angeordneten Augen verläuft das Rostrum als hervortretender Grad weiter und endet unterhalb des hinteren Randes der Spritzlöcher. Im Unterschied zu den beiden anderen Arten der Sechskiemer-Sägehaie ist bei Warrens Sechskiemer-Sägehai das Rostrum zwischen der Basis der Barteln und den Nasenöffnungen nicht verengt. Die Barteln befinden sich zwei Drittel der Rostrumlänge von der Spitze des Rostrums entfernt.
Der Schwanzstiel ist im Querschnitt dreieckig, der Schwanz hat eine Länge von 18 bis 19 % der Gesamtlänge der Fische. Warrens Sechskiemer-Sägehai ist auf dem Rücken mittel- bis dunkelbraun gefärbt mit einem deutlich ausgeprägten gelben Längsstreifen. Die Bauchseite ist weiß. Auf dem Rostrum verlaufen zwei dunkle Längsstreifen. Die Rostralzähne haben dunkle Ränder.

## Systematik
Warrens Sechskiemer-Sägehai wurde im Jahr 1906 zusammen mit der Gattung der Sechskiemer-Sägehaie (Pliotrema) durch den britischen Ichthyologen Charles Tate Regan erstmals wissenschaftlich beschrieben und nach Dr. E. Warren benannt, der eine Fischkollektion, darunter die Typusexemplare der Haiart an das British Museum (Natural History) geschickt hat. Pliotrema warreni war bis 2020 die einzige Art der Gattung. Bei einer im März 2020 veröffentlichten Revision der Gattung Pliotrema wurden zwei weitere Arten beschrieben, Annas Sechskiemer-Sägehai (Pliotrema annae), der bei Sansibar vorkommt und Kajas Sechskiemer-Sägehai (Pliotrema kajae), der an der Küste Madagaskars und über dem Maskarenen-Plateau lebt.